# Silvio Santos e Suas Colegas de Trabalho - Show de Alegria
Silvio Santos e Suas Colegas de Trabalho - Show de Alegria, ou simplesmente Show de Alegria, é o segundo álbum da discografia do empresário e apresentador brasileiro Silvio Santos. O álbum foi lançado em formato LP pelo selo RCA Pure Gold em 1975.

## Faixas
1. Show de Alegria (Heitor Carillo/Jobá) 
2. Pot-Pourri: Canções de Aniversário

- Canção de Aniversário (José Maria de Abreu/Alberto Ribeiro)
- Parabéns Pra Você (Tradicional)
- Bom Camarada (Adpt. Rogê)
- Feliz Aniversário (Tradicional)

3. Sorria (Heitor Carillo) 
4. O Trem (Heitor Carillo) 
5. Pot-Pourri: Canções Para os Namorados

- Eternos Namorados (Oswaldo Cruz/Rogê)
- Valsa dos Namorados (Silvino Neto)
- Lua de Mel (Adpt. Rogê)
- Lá Vem a Rita (Haroldo Lobo/Milton de Oliveira)
- Dia dos Namorados (Haroldo Lobo/Milton de Oliveira)

6. Amar-te Com Devoção (José França) 
7. Pot-Pourri: Músicas Para as Festas Juninas

- Noites de Junho (João de Barro/Alberto Ribeiro)
- Capelinha de Melão (Tradicional/Adpt. João de Barro/Adpt. Alberto Ribeiro)
- Isto é Lá Com Santo Antônio (Lamartine Babo)
- Antônio, Pedro e João (Benedito Lacerda/Osvaldo Santiago)
- Pula a Fogueira (Getúlio Marinho "Amor"/João Bastos Filho)
- São João (Alcyr Pires Vermelho/Cláudio Luis)
- O Sanfoneiro Só Tocava Isso (Haroldo Lobo/Geraldo Medeiros)

8. Pot-Pourri: Canções Para o Dia das Mães

- Mãezinha Querida (Getúlio Macedo/Lourival Faissal)
- Mamãe (Herivelto Martins/David Nasser)
- Ô Minha Mãe (Alvarenga/Ranchinho)
- Mamãe Estou Tão Feliz (Mamma) (Cesare Andrea Bixio/Bruno Cherubini/Vrs. Geraldo Figueiredo)

9. Homenagem ao Amor (Heitor Carillo) 
10. Pot-Pourri: Músicas de Natal

- Noite Santa Silenciosa (Silent Night Holy Night) (Franz Gruber/Vrs. Luisa Margarida)
- Boas Festas (Assis Valente)
- Natal das Crianças (Blecaute)
- Sinos de Belém (Jingle Bells) (Tradicional/Adpt. Evaldo Rui)

11. Não Posso (José França) 
12. Solteira Ou Casada (Zazá)	(Vicente Longo/Jota Júnior) 
13. Pot-Pourri: Canções Tradicionais de Fim de Ano

- Fim de Ano (Francisco Alves/David Nasser)
- Valsa da Despedida (Farewell Waltz)	(Robert Burns/Versão: João de Barro e Alberto Ribeiro)

14. Pot-Pourri: Músicas Tradicionais Para o Carnaval

- Pirulito	(João de Barro/Alberto Ribeiro)
- Transplante de Corintiano (Manoel Ferreira, Ruth Amaral e Gentil Junior)
- O Teu Cabelo Não Nega	(Raul Valença/João Valença/Lamartine Babo)
- Compensou (Vicente Longo/Jota Júnior)